# Alexander Hauser
Alexander Hauser (* 23. Juni 1984 in St. Johann in Tirol) ist ein österreichischer Fußballspieler.

## Karriere

### Als Spieler
Hauser begann seine Karriere beim Heimatklub SK St. Johann in Tirol. 1998 wechselte er ins BNZ Tirol und von dort zum FC Tirol Innsbruck. Nach guten Leistungen im Dress der Jugendmannschaft der Tiroler wurde Hauser von den Glasgow Rangers verpflichtet. Nach zwei Jahren in der Jugend der Schotten wechselte Hauser zurück nach Österreich und unterschrieb einen Vertrag beim SC Schwarz-Weiß Bregenz. Bei den Bregenzern gab er sein Debüt in der höchsten Spielklasse Österreichs und erzielte 2003 auch sein erstes Tor in dieser Liga.
Im Frühjahr 2005 wechselte Hauser zum FC Superfund, für den er allerdings nur vier Spiele bestritt. Anschließend wurde er zum SC Schwanenstadt verliehen und spielte ein Jahr in der zweiten Liga. 2006 kehrte er zum FC Superfund zurück, kam jedoch nur zu einem weiteren Einsatz.
Im Frühjahr 2007 versuchte Hauser vergeblich beim TSV Hartberg den Abstieg aus der zweiten Liga zu verhindern. Nach dem Abstieg der Steirer wechselte er 2007 zum SK Austria Kärnten, wo er neuerlich in der zweiten Liga spielte.
Am 7. Mai 2008 unterschrieb Hauser einen Zweijahresvertrag beim SC Wiener Neustadt. Dort war er Mitglied der Meistermannschaft, die 2009 den Aufstieg in die Bundesliga schaffte. Trotz des Erfolges wechselte der gebürtige Tiroler am 20. August 2009 in seine Heimat zum damaligen Erste Liga-Klub FC Wacker Innsbruck.
Mit dem FC Wacker Innsbruck wurde Hauser in der Saison 2009/10 mit zwei Punkten Vorsprung auf den FC Admira Wacker Mödling Meister der zweitklassigen österreichischen Ersten Liga und stieg somit mit dem Team in die Bundesliga auf.
2014 musste er mit den Tirolern wieder in die zweite Liga absteigen.
Zur Saison 2017/18 wechselte er zum viertklassigen SK St. Johann. Bei St. Johann kam er über die Jahre nur sporadisch zum Einsatz und spielte unter anderem auch für die zweite Mannschaft.

### Als Trainer
Hauser war während seiner Spieltätigkeit beim FC Wacker Innsbruck bereits als Jugendtrainer für das Team tätig. Anschließend fungierte er in der Saison 2017/18 als Co-Trainer beim SK St. Johann. Im Jänner 2019 begann er als Scout für den FC Red Bull Salzburg zu arbeiten, bei dem er dann zur Saison 2020/21 Jugendtrainer bei der U-14-Mannschaft wurde. Im Jänner 2021 wurde er Co-Trainer von Matthias Jaissle beim Zweitliga-Farmteam FC Liefering.
Zur Saison 2021/22 wurde Jaissle zum Cheftrainer des Bundesligateams der Salzburger befördert, dorthin nahm er Hauser ebenfalls als Assistenztrainer mit. Mit Salzburg wurde das Trainergespann in den Saisonen 2021/22 und 2022/23 jeweils Meister. Ende Juli 2023 trennte sich Red Bull aber von Jaissle, woraufhin Hauser gemeinsam mit Florens Koch das Team interimistisch übernahm. Das Duo trainierte die Salzburger für eine Partie, die man gewinnen konnte, ehe es nach drei Tagen im Amt von Gerhard Struber abgelöst wurde.

## Erfolge
- Meister der Ersten Liga: 2008/09 mit dem SC Wiener Neustadt,
- Meister der Ersten Liga: 2009/10 mit dem FC Wacker Innsbruck